# Platyrhacus contayus
Platyrhacus contayus är en mångfotingart som beskrevs av Chamberlin 1941. Platyrhacus contayus ingår i släktet Platyrhacus och familjen Platyrhacidae. Inga underarter finns listade i Catalogue of Life.